# Elvia donovani
Elvia donovani är en fjärilsart som beskrevs av Felder 1875. Elvia donovani ingår i släktet Elvia och familjen mätare. Inga underarter finns listade i Catalogue of Life.